# Bačevci (Bajina Bašta)
Bačevci (Servisch cyrillisch Бачевци) is een plaats in de Servische gemeente Bajina Bašta. De plaats telt 167 inwoners (2002).